# Каліксельвен
Каліксельвен  (швед. Kalixälven, також Kalix älv) — річка на півночі Швеції. 
Серед нащадків фінських переселенців, що проживали на березі річки ходила назва фін. Kainuun joki, або фін. Kainuhun joki.
Довжина річки — 450 км, площа басейну 18 тис. км². Калікс-Ельв бере свій початок на схилах гори Кебнекайсе і протікає у східному напрямку до Ботнічної затоки. У верхній течії має водоспади та численні озера. Замерзає із листопада по травень. 
При укладенні у 1809 році Фрідріхсгамського миру, що завершував Російсько-шведську (Фінську) війну 1808—1809 років, російська сторона вимагала встановлення нового кордону річкою Калікс, але в результаті кордон проліг східніше — по річкі Торніо. 
На Калікс-Ельв знаходиться ГЕС. Окрім цього, річка цікава для водного туризма.